# Lúcio Calpúrnio Pisão Cesonino (cônsul em 148 a.C.)
Lúcio Calpúrnio Pisão Cesonino (em latim: Lucius Calpurnius Piso Caesoninus) foi um político da gente Calpúrnia da República Romana eleito cônsul em 148 a.C. com Espúrio Postúmio Albino Magno. Era filho de Caio Calpúrnio Pisão, cônsul em 180 a.C., e pai de Lúcio Calpúrnio Pisão Cesonino, cônsul em 112 a.C..

## Primeiros anos
Como é possível deduzir pelo seu nome, Cesonino pertencia originalmente à gente Cesônia e foi adotado por Lúcio Calpúrnio Pisão. Infelizmente, Cesonino desonrou sua nova família por sua incompetência e falta de energia na guerra.
Em 154 a.C., foi nomeado pretor e recebeu a Hispânia Ulterior como província, mas foi derrotado pelos lusitanos.

## Terceira Guerra Púnica
Foi eleito cônsul com Espúrio Postúmio Albino Magno em 148 a.C., um ano marcado por um grave incêndio em Roma. Cesônio recebeu o comando da guerra contra os cartagineses, mas não realizou nenhuma grande ação ofensiva, limitando-se a defender as cidades de Clupea e Hipona. A cidade de Cartago, apesar de cercada desde o ano anterior, consegue enviar auxílio a Bizerta, base dos piratas que aterrorizavam as frotas romanas, que estava cercada pelos romanos.
A população de Roma, muito irritada com a condução da guerra, convocou Cesonino de volta assim que acabou o ano consular e elegeu em seu lugar o jovem Cipião Emiliano.